# Club Baloncesto Valladolid
O Club Baloncesto Valladolid foi um clube profissional de basquetebol situado na cidade de Valladolid, Castela e Leão, Espanha que desapareceu no ano 2015. Antes do seu rebaixamento na temporada 2014-2014 havia jogado em trinta de trinta e uma temporadas da ACB, e foi considerado um clube histórico do basquetebol espanhol pois grandes jogadores do mundo inteiro defenderam o CB Valladolid como: Arvydas Sabonis, Oscar Schmidt, Nate Davis, Panagiotis Vasilopoulos e Valery Tikhonenko.

## História
Constam registros no Colégio de Lourdes datados de 1934 como os primeiros jogos de basquetebol da cidade de Valladolid. Mas foi nos anos 40 que a modalidade foi gerida com mais oficialidade pelo dirigente Benito Sanz de la Rica. Nesta mesma época foi formada a liga da cidade com seis equipes.
A década de 50 ficou marcada pela popularização do basquete devido o sucesso de inserção da modalidade no cronograma das Olimpíadas de 1948 em Londres e isto trouxe mais crescimento ao esporte de Valladolid. Já nos anos 60 foram mais complicados deixando tácito que as outras províncias haviam se desenvolvido mais do que Valladolid forçando com que contra o relógio buscassem melhorar a infraestrutura e apoio a prática desportiva e a equipe que mais se destacou nesta época foi o ADC Castilla que alcançou a vaga na 1ª Divisão mas não tardou a decair e desaparecer.
Então em 31 de Agosto de 1976 um grupo de aficionados pelo esporte na cidade, presididos por Gonzalo Gonzalo fundaram o Club Baloncesto Valladolid que teve como primeiro técnico Moncho Monsalve e Pedro Zorrozua. Em seu primeiro ano na 1ª Divisão ficou em 11º e acabou rebaixado.
Nesta divisão o CB Valladolid ficou por duas temporadas e na temporada 1978-79 sagrou-se campeão da Primera B com a denominação Valladolid Impala, vencendo 20 de 22 partidas disputadas e ficando 18 jogos invicto.

## Uniforme
| Casa | Visitante |

## Nomes de Patrocinadores
CB Valladolid recebeu diversos nomes comerciais ao longo de sua história. Estas são as suas denominações ao longo dos anos:
- Impala Tours 1978-1979
- Miñón Valladolid 1979-1983
- Fórum Valladolid 1983-1992, 1993-2006
- Grupo Libro Valladolid 1992-1993
- Grupo Capitol Valladolid 2006-2008
- Blancos de Rueda Valladolid 2009-2013
- MyWigo Valladolid 2014-presente

## Temporada por Temporada
| Temporada | Nível | Divisão      | Pos. | Pós Temporada            | TR     | PL  | Copa del Rey      | Outras Copas  | Outras Copas | Competições Européias | Competições Européias | Competições Européias |
| --------- | ----- | ------------ | ---- | ------------------------ | ------ | --- | ----------------- | ------------- | ------------ | --------------------- | --------------------- | --------------------- |
| 1976–77   | 1     | 1ª Divisão   | 11   | Rebaixado                | 7–15   | –   | Primeira Fase     | –             | –            | –                     | –                     | –                     |
| 1977–78   | 2     | 2ª Divisão   | 3    | –                        | 19–3–8 | –   | –                 | –             | –            | –                     | –                     | –                     |
| 1978–79   | 2     | 1ª Divisão B | 1    | Promovido                | 20–2   | –   | –                 | –             | –            | –                     | –                     | –                     |
| 1979–80   | 1     | 1ª Divisão   | 9    | –                        | 9–1–12 | –   | Quartas de Finais | –             | –            | 3 Korać Cup           | QF                    | 6–4                   |
| 1980–81   | 1     | 1ª División  | 6    | –                        | 13–13  | –   | Oitavas de Finais | –             | –            | –                     | –                     | –                     |
| 1981–82   | 1     | 1ª Divisão   | 4    | –                        | 16–1–9 | –   | Semifinalista     | –             | –            | 3 Korać Cup           | QF                    | 4–4                   |
| 1982–83   | 1     | 1ª Divisão   | 6    | –                        | 15–11  | –   | Oitavas de Finais | –             | –            | –                     | –                     | –                     |
| 1983–84   | 1     | Liga ACB     | 12   | –                        | 10–18  | 0–2 | –                 | –             | –            | –                     | –                     | –                     |
| 1984–85   | 1     | Liga ACB     | 9    | Oitavas de Finais        | 15–13  | 1–2 | Quarta Posição    | Copa Príncipe | R3           | –                     | –                     | –                     |
| 1985–86   | 1     | Liga ACB     | 11   | Oitavas de Finais        | 11–17  | 1–2 | –                 | Copa Príncipe | SF           | –                     | –                     | –                     |
| 1986–87   | 1     | Liga ACB     | 13   | Playoffs de Rebaixamento | 10–18  | 3–0 | –                 | Copa Príncipe | 8ªs          | –                     | –                     | –                     |
| 1987–88   | 1     | Liga ACB     | 9    | Oitavas de Finais        | 14–14  | 0–2 | Semifinalista     | Copa Príncipe | 8ªs          | –                     | –                     | –                     |
| 1988–89   | 1     | Liga ACB     | 17   | Playoffs de Rebaixamento | 14–22  | –   | Quartas de Finais | –             | –            | –                     | –                     | –                     |
| 1989–90   | 1     | Liga ACB     | 6    | Quartas de Finais        | 26–10  | 0–2 | Oitavas de Finais | –             | –            | –                     | –                     | –                     |
| 1990–91   | 1     | Liga ACB     | 7    | Quartas de Finais        | 20–14  | 3–2 | Terceira Fase     | Copa Príncipe | RU           | –                     | –                     | –                     |
| 1991–92   | 1     | Liga ACB     | 8    | Quartas de Finais        | 21–13  | 2–2 | Third Round       | –             | –            | 3 Korać Cup           | SF                    | 10–4                  |
| 1992–93   | 1     | Liga ACB     | 18   | –                        | 11–20  | –   | Terceira Fase     | –             | –            | 3 Korać Cup           | SF                    | 1–1                   |
| 1993–94   | 1     | Liga ACB     | 19   | Rebaixado                | 9–19   | 2–3 | Segunda Fase      | –             | –            | –                     | –                     | –                     |
| 1994–95   | 1     | Liga ACB     | 11   | –                        | 19–19  | –   | –                 | –             | –            | –                     | –                     | –                     |
| 1995–96   | 1     | Liga ACB     | 16   | –                        | 15–23  | –   | –                 | –             | –            | –                     | –                     | –                     |
| 1996–97   | 1     | Liga ACB     | 15   | Playoffs de Rebaixamento | 12–22  | 3–0 | –                 | –             | –            | –                     | –                     | –                     |
| 1997–98   | 1     | Liga ACB     | 9    | –                        | 16–18  | –   | Semifinalista     | –             | –            | –                     | –                     | –                     |
| 1998–99   | 1     | Liga ACB     | 13   | –                        | 13–21  | –   | –                 | –             | –            | 3 Korać Cup           | E32                   | 5–3                   |
| 1999–00   | 1     | Liga ACB     | 12   | –                        | 15–19  | –   | –                 | –             | –            | –                     | –                     | –                     |
| 2000–01   | 1     | Liga ACB     | 8    | Quartas de finais        | 16–18  | 0–3 | –                 | –             | –            | –                     | –                     | –                     |
| 2001–02   | 1     | Liga ACB     | 10   | –                        | 17–17  | –   | –                 | –             | –            | 3 Korać Cup           | FG                    | 3–5                   |
| 2002–03   | 1     | Liga ACB     | 16   | –                        | 11–23  | –   | –                 | –             | –            | –                     | –                     | –                     |
| 2003–04   | 1     | Liga ACB     | 11   | –                        | 16–18  | –   | –                 | –             | –            | –                     | –                     | –                     |
| 2004–05   | 1     | Liga ACB     | 12   | –                        | 13–21  | –   | –                 | –             | –            | –                     | –                     | –                     |
| 2005–06   | 1     | Liga ACB     | 14   | –                        | 13–21  | –   | –                 | –             | –            | –                     | –                     | –                     |
| 2006–07   | 1     | Liga ACB     | 16   | –                        | 12–22  | –   | –                 | –             | –            | –                     | –                     | –                     |
| 2007–08   | 1     | Liga ACB     | 17   | Rebaixado                | 11–23  | –   | –                 | –             | –            | –                     | –                     | –                     |
| 2008–09   | 2     | LEB Ouro     | 1    | Promovido                | 25–9   | –   | –                 | –             | –            | –                     | –                     | –                     |
| 2009–10   | 1     | Liga ACB     | 13   | –                        | 13–21  | –   | –                 | –             | –            | –                     | –                     | –                     |
| 2010–11   | 1     | Liga ACB     | 9    | –                        | 18–16  | –   | Quartas de finais | –             | –            | –                     | –                     | –                     |
| 2011–12   | 1     | Liga ACB     | 18   | Rebaixado                | 9–25   | –   | –                 | –             | –            | –                     | –                     | –                     |
| 2012–13   | 1     | Liga ACB     | 16   | –                        | 12–22  | –   | –                 | –             | –            | –                     | –                     | –                     |
| 2013–14   | 1     | Liga ACB     | 18   | Rebaixado                | 3–31   | –   | –                 | –             | –            | –                     | –                     | –                     |
| 2014–15   | 2     | LEB Ouro     | 4    | Em Andamento             | 19-9   |     | –                 | –             | –            | –                     | –                     | –                     |

## Jogadores Notáveis
| - Wendell Alexis - Alex Bradley - A. J. Bramlett - Anthony Bonner - Valdemaras Chomičius - Andrius Giedraitis - Sam Clancy - Fred Cofield - Gabriel Fernández - Andrei Fetisov - Granger Hall - Zendon Hamilton - Mike Iuzzolino - Andrew Kennedy - Bruce Kuczenski - Jerome Lane - Amal McCaskill - Carlton Myers - Gaylon Nickerson - Dyron Nix |  | - Ed O'Bannon - Nikola Radulović - Efthimios Rentzias - Nacho Rodríguez - Arvydas Sabonis - Jeff Sanders - João Santos - Oscar Schmidt - John Shasky - Kevin Thompson - Wayne Tinkle - Andre Turner - Tony White - Eddie Wilkins - John Williams - Óscar Yebra - Michael Young - Darius Songaila |